# Borowo

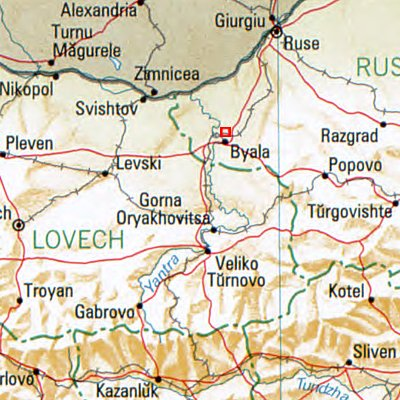
Borowo (rotes Viereck) – Bulgarien – Nachbarorte: Bjala, Gorna Orjachowiza, Lewski, Swischtow, Russe, Rasgrad, Popowo, Targowischte, Kotel, Weliko Tarnowo

Borowo [ˈbɔrovo] (bulgarisch Борово) ist eine Kleinstadt in Nordbulgarien. Sie befindet sich in der Oblast Russe und ist Sitz der gleichnamigen Gemeinde Borowo. Sie liegt nahe bei Bjala.
1974 wurde in der Nähe von Borowo der thrakische Schatz von Borowo gefunden.
Christo Markow, Olympiasieger im Dreisprung bei den Olympischen Sommerspielen 1988, ist in Borowo geboren.